# آلان باكستر (متزحلق جبال الألب)
آلان باكستر (بالإنجليزية: Alain Baxter)‏ هو متزحلق جبال الألب بريطاني، ولد في 26 ديسمبر 1973 في إدنبرة في المملكة المتحدة.

## وصلات خارجية
- الموقع الرسمي
- آلان باكستر على موقع الاتحاد الدولي للتزلج (التزلج على المنحدرات الثلجية) (الإنجليزية)
- آلان باكستر على موقع اللجنة الأولمبية الدولية (الإنجليزية)
- آلان باكستر على موقع أوليمبيديا (الإنجليزية)
- آلان باكستر على موقع اللجنة الأولمبية البريطانية (الإنجليزية)